# 墾丁夏都沙灘酒店

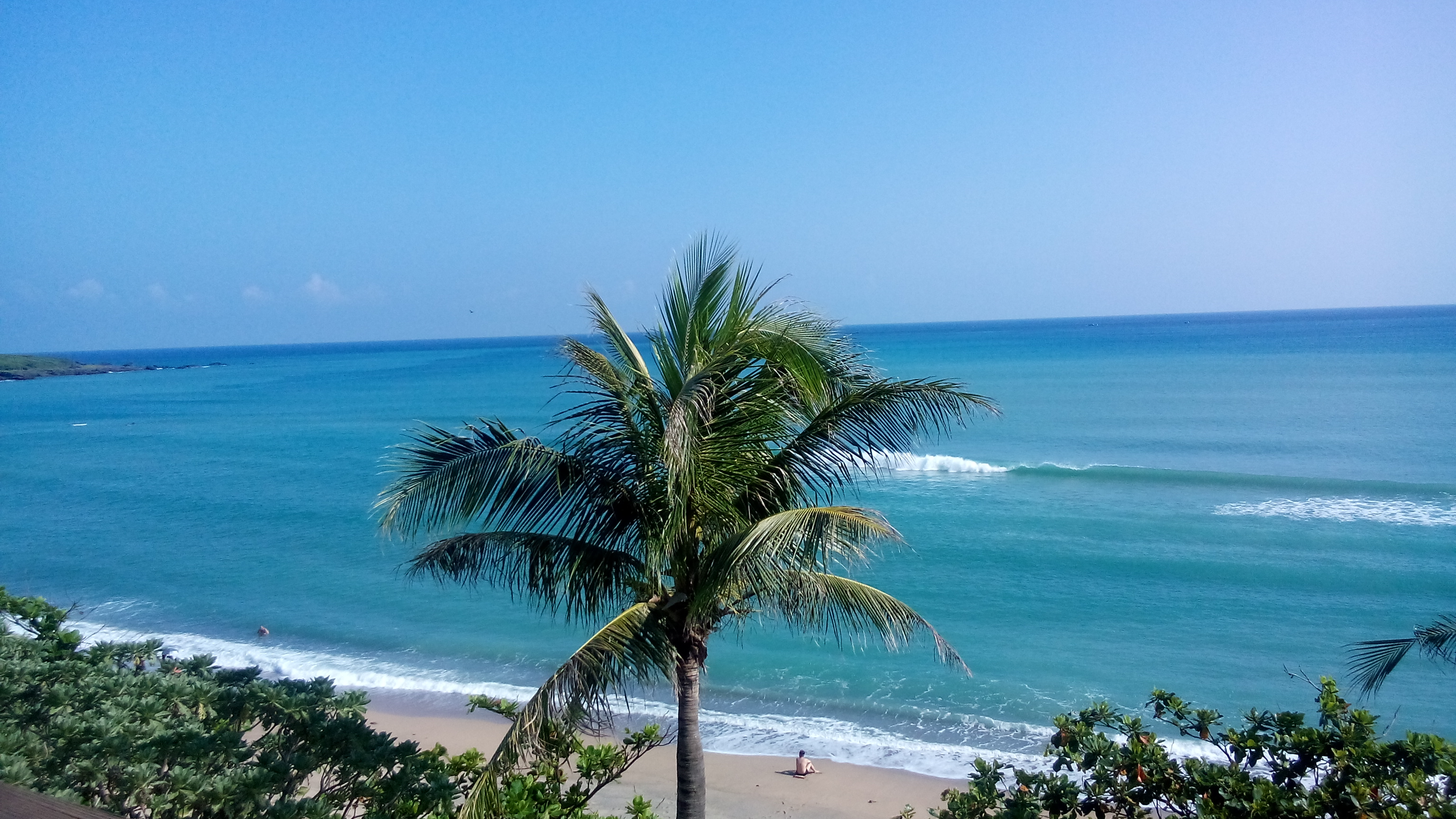
從墾丁夏都沙灘酒店客房往外拍攝巴士海峽

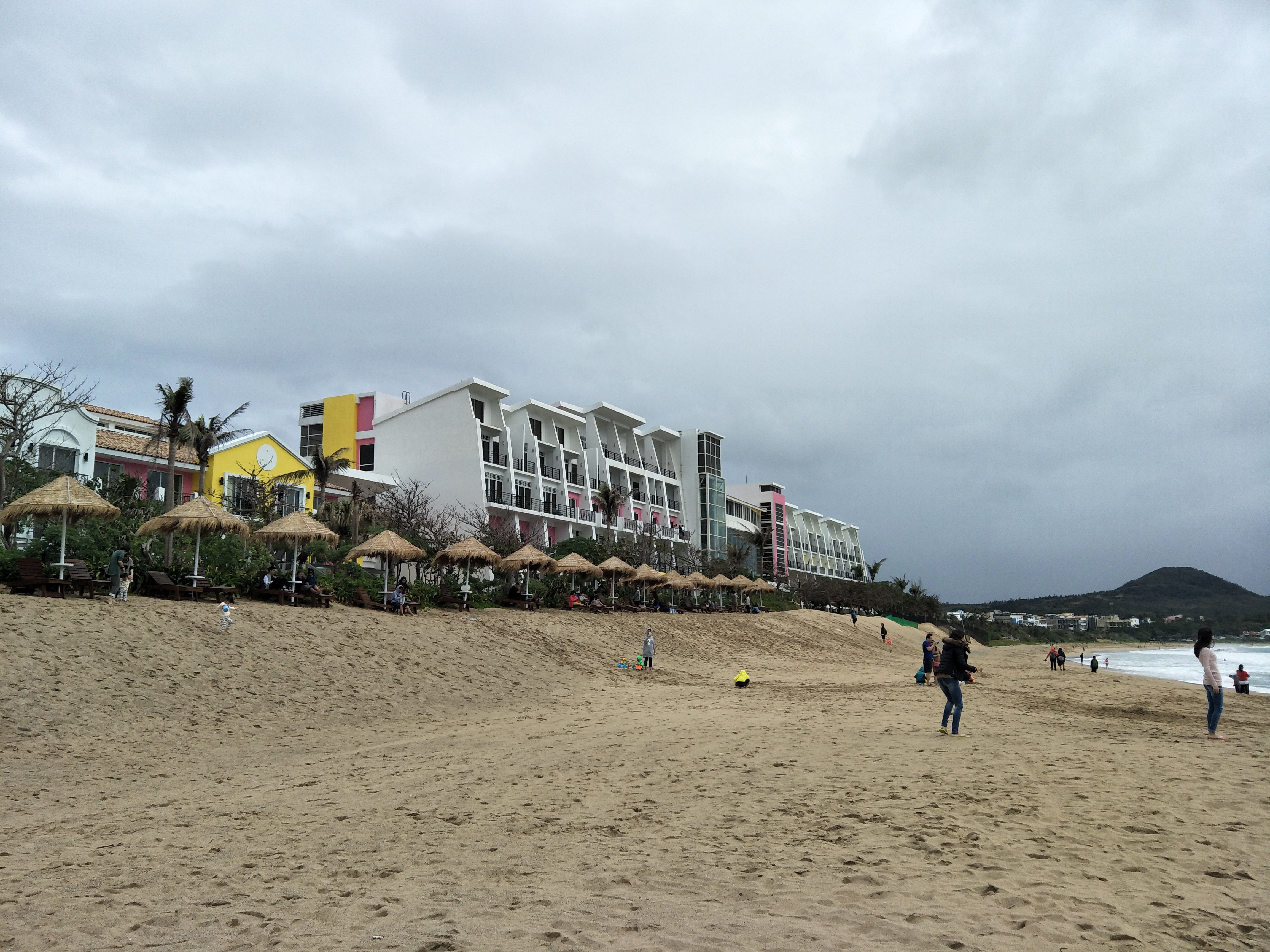
從沙灘遠望墾丁夏都沙灘酒店

墾丁夏都沙灘酒店（Chateau Beach Resort Kenting），母集團為夏都酒店集團。位於屏東縣恆春鎮墾丁路451號，是台灣的五星級飯店，坐擁綿延2.8公里的貝殼沙灘。目前有普羅館、馬貝雅館、波西塔諾館等三個館別，共計295間房。電影《海角七號》的主要拍攝場景，除提供住宿、餐飲、婚宴、精品販售服務之外，每年四月則會配合恆春半島音樂季期間，與夜店業者合作推出《夏都春宴》沙灘音樂會等活動，吸引島嶼派對音樂愛好者前來朝聖。

## 相關品牌
- 台南夏都城旅
- 夏都富朗酒店

## 爭議事件
2012年9月，因墾丁夏都沙灘酒店因亂挖沙灘，嚴重危害地形生態，內政部營建署墾丁國家公園管理處依《國家公園法》對夏都酒店裁處罰鍰新台幣3000元。

## 外部連結
- 夏都酒店集團 （页面存档备份，存于）
- 墾丁夏都沙灘酒店  臺灣旅宿網 （页面存档备份，存于）